# Hans von Blixen-Finecke junior

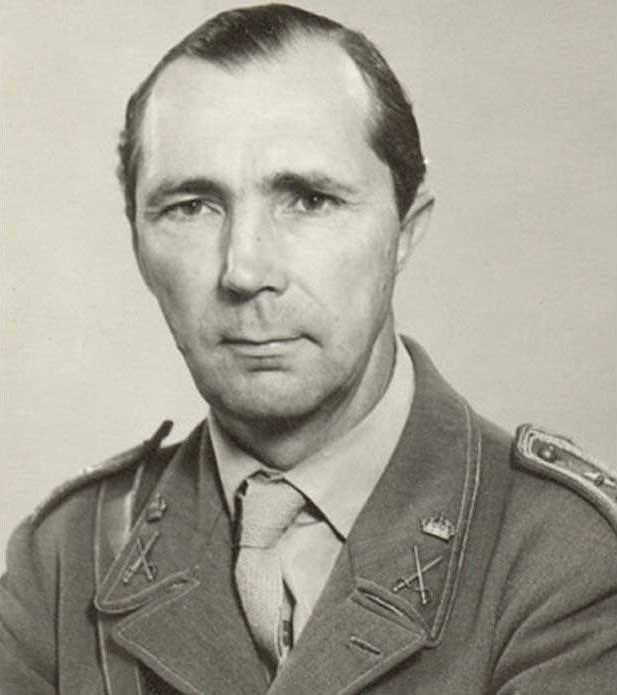
Hans von Blixen-Finecke Jr.

Hans Gustaf Nils Fredrik Bror von Blixen-Finecke (* 20. Juli 1916 in Linköping; † 16. Februar 2005 in Mariefred) war ein schwedischer Vielseitigkeitsreiter und Offizier. Er war der Sohn von Hans von Blixen-Finecke senior und Neffe von Bror von Blixen-Finecke.
Nach bestandenem Examen trat er in die Kavallerie-Aspirantenschule ein, danach studierte er an der Militärakademie Karlberg. 1937 wurde er zum Leutnant der Kavallerie, 1946 zum Rittmeister befördert. Anschließend war er ab 1950 Adjutant in der Armeereitschule in Strömsholm. Ab 1957 war er Major. 
Als Reitsportler gehörte Blixen-Finecke der schwedischen Mannschaft an, die bei den Olympischen Sommerspielen 1952 in Helsinki die Goldmedaille in der Vielseitigkeits-Mannschaftswertung gewann. Mit seinem Pferd Jubal siegte er auch in der Einzelwertung. Vier Jahre später traten sie in Stockholm erneut an (wegen strenger Quarantänebestimmungen konnten die Reitwettbewerbe nicht in Melbourne ausgetragen werden) und erreichten Platz 24 in der Einzelwertung. Die schwedische Mannschaft konnte den Wettbewerb nicht beenden.
Hans von Blixen-Finecke war in Großbritannien, in den USA und in Australien als Trainer tätig und veröffentlichte mehrere Bücher zum Thema Reiten.